# Reinos Unidos da Suécia e Noruega
Os Reinos Unidos da Suécia e Noruega (em sueco:  Förenade Konungarikena Sverige och Norge; em norueguês: De Forenede Kongeriger Norge og Sverige), ou simplesmente Suécia-Noruega, foi uma união pessoal dos reinos separados da Suécia e Noruega sob um monarca em comum e uma única política externa que durou desde 1814 até 1905, quando a Suécia pacificamente aceitou que a Noruega deixasse a união.
Os dois estados mantiveram constituições, leis, legislaturas, administradores, igrejas e forças armadas separadas; os reis residiam principalmente em Estocolmo. O governo norueguês era presidido por vice-reis, que foram suecos até 1829 e passaram a ser noruegueses depois de 1856. Esse cargo depois ficou vago e por fim foi abolido em 1873. Políticas externas eram conduzidas pelo Ministério do Exterior da Suécia até a dissolução da união.
A Noruega desde o século XVI estava em uma união próxima com a Dinamarca, porém a aliança do Reino da Dinamarca e Noruega com o Império Francês de Napoleão Bonaparte fez com que o Reino Unido e a Rússia aprovassem a anexação do território pela Suécia como uma compensação pela perda da Finlândia em 1809, além de uma recompensa por juntar-se à sua coligação contra os franceses. Pelo Tratado de Kiel de 1814, o rei Frederico VI da Dinamarca foi forçado a ceder a Noruega para o rei Carlos XIII da Suécia. Entretanto, os noruegueses recusaram-se a se submeterem ao tratado e declararam sua independência, convocando uma assembleia constituinte.
A nova Constituição da Noruega foi adotada em 17 de maio de 1814 e o príncipe Cristiano Frederico da Dinamarca foi eleito rei. O príncipe herdeiro Carlos João da Suécia rapidamente liderou um exército em uma campanha contra a Noruega que culminou na Convenção de Moss, forçando Cristiano Frederico a abdicar do trono e uma revisão na constituição para que a união com os suecos fosse permitida. O parlamento norueguês elegeu Carlos XIII como rei em 4 de novembro, confirmando a união. As diferenças e tensões entre os dois estados continuaram pelas décadas seguintes, apesar de tentativas dos monarcas de aproximarem os reinos. A Noruega finalmente declarou sua independência unilateral em 7 de junho de 1905. A Suécia e o rei Óscar II aceitaram pacificamente a dissolução em 26 de outubro. Um plebiscito foi organizado e o príncipe Carlos da Dinamarca foi eleito o novo monarca norueguês, aceitando a oferta em 18 de novembro e tornando-se o rei Haakon VII.